# 赵少咸
赵少咸（1884年—1966年12月），名世忠，字少咸，以字行，祖籍安徽省休宁县，生于四川成都，是中国音韵文字学家。

## 生平
赵少咸名世忠，祖上居于安徽省休宁县，祖父在太平天国起义时（1848年）移居四川成都。赵少咸生于光绪十年（1884年），自小师从祝彦和学习。辛亥革命前后加入中国同盟会，与会中不少重要人物有来往。1911年四川保路运动期间，参加保路同志会，并成为积极分子。9月7日，四川總督赵尔丰在前枪杀请愿群众三十余人，被称为“成都血案”，赵少咸亦参加了其后的反清起义。袁世凯称帝后，大规模搜捕同盟会员、保路同志会等革命党人。赵少咸也在名单上，被军政府逮捕。他不承认自己曾经参加反袁运动，被判入狱。狱中无事可做，他托人在带了许慎的《说文解字》，研读数月。出狱后，对语言文字学产生了兴趣。同时他看到军阀割据，战争四起，对政治失望，遂开始研究学术，专攻音韵文字学。
1919年，赵少咸开始研究《广韵》。1921年开始校勘《广韵》。1933年，完成《新校广韵》一书。
1935年，重庆中央大学的音韵学教授黄季刚去世。1937年，赵少咸应中央大学之邀到重庆教授音韵学。1943年，他又回到四川大学任教，兼职中文系主任。 他还曾在成都石室中学、成都师范學校、成都大学、华西大学任教。
1953年，开始在《新校广韵》的基础上写《广韵疏证》。1956年书稿初成，五年后定稿。全书28册，共260万字。
1966年10月，《广韵疏证》即将付梓之时，赵少咸在文化大革命中受到红卫兵冲击，被抄家，藏书手稿全部被焚毁或被抄走。一个多月后在成都市华西医院病逝。

## 著作

### 论著
- 《〈广韵〉疏证》，共28册，现尚存8册[4]
- 《经典释文集说附笺》，共30余卷，300万字，现尚存残稿9卷
- 《新校〈广韵〉》
- 《古今切语表》
- 《〈说文〉集注》，14卷，现存抄本
- 《〈广韵〉谐声表》，现存山东大学油印本

### 论文与文章
- 《新校〈广韵〉叙例》，发表于《四川大学季刊》，1935年第1期
- 《古今切语表叙》，发表于《金陵学报》，1938年第8卷第1、2期合刊
- 《斠段》，发表于《学林月刊》，重庆，1939年第1、2期
- 《跋十三经音略》，发表于《四川大学文学集刊》，1942年第1期
- 《史籀篇疏证辨》，发表于《四川大学文学集刊》，1945年第2期
- 《批判胡适的〈入声考〉》 与殷孟伦合作，发表于《山东大学学报》人文科学1957年第1期，编入《汉语论丛》，中华书局，1958年
- 《谈反切》，编入《汉语论丛》中，中华书局，1958年
- 《〈广韵〉和〈《广韵》疏证〉》，发表在《光明日报》1961年11月13、14日